# Villa argentina
Villa argentina är en tvåvingeart som beskrevs av Mario Bezzi 1921. Villa argentina ingår i släktet Villa och familjen svävflugor. Inga underarter finns listade i Catalogue of Life.